# Вестмінстер (станція метро)

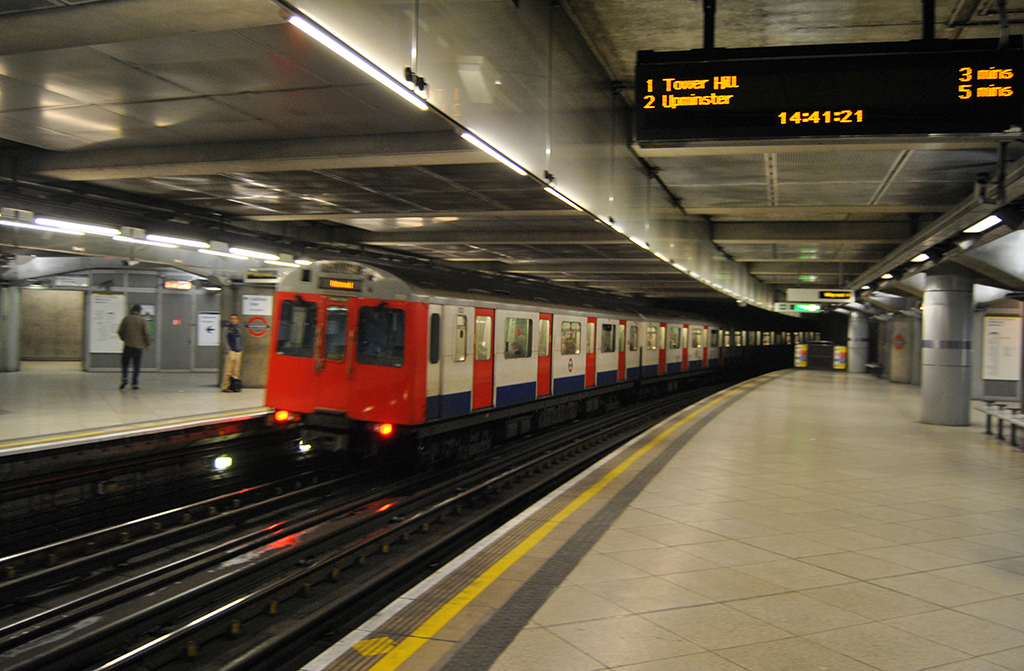
Платформа станції Вестмінстер, ліній Дистрикт та Кільцева

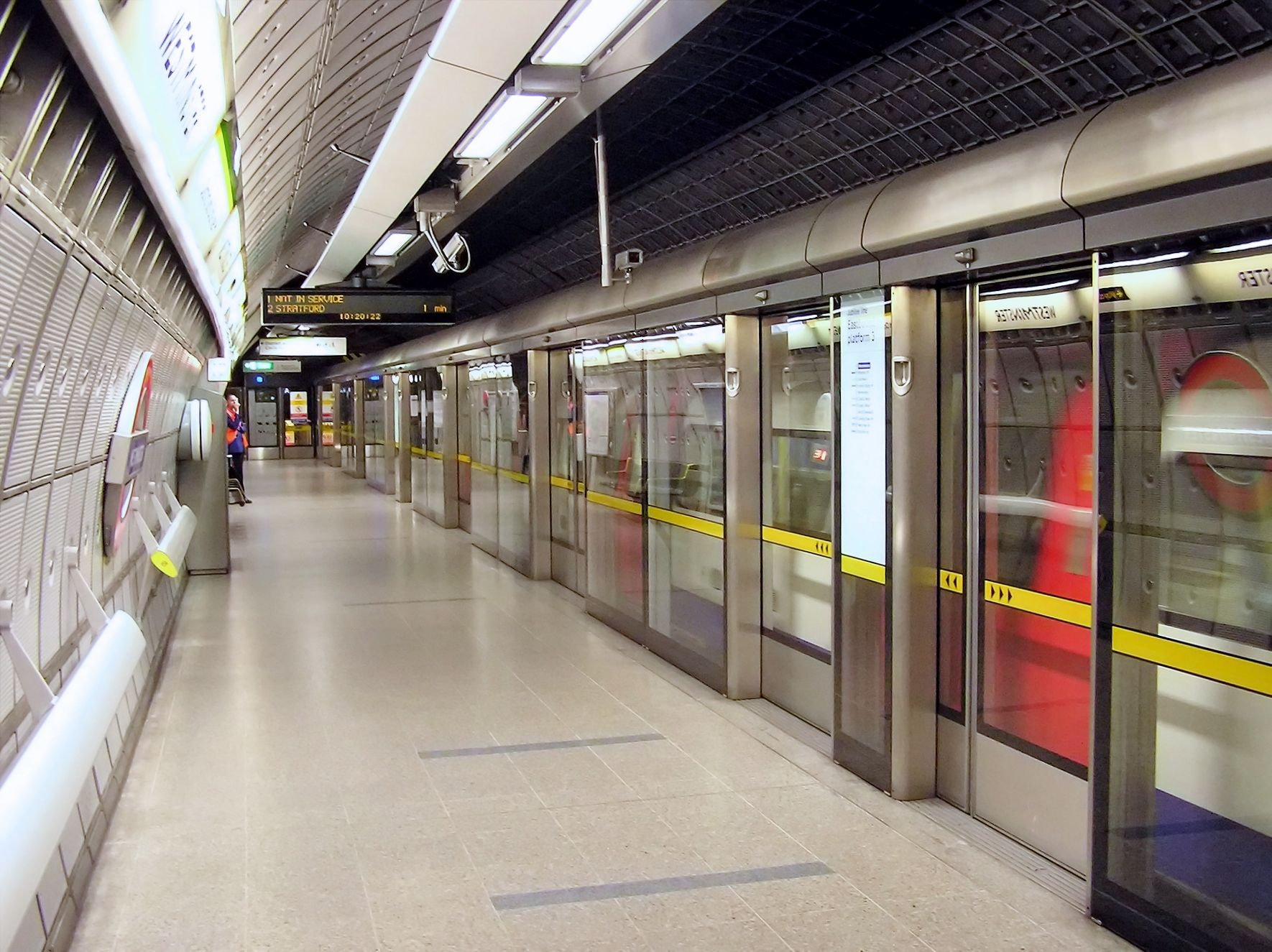
Платформа станції Вестмінстер, лінії Джубилі, типу горизонтальний ліфт

51°30′04″ пн. ш. 0°07′31″ зх. д. / 51.5011° пн. ш. 0.12525° зх. д.
Вестмінстер (англ. Westminster) — станція Лондонського метро, обслуговує лінії Дистрикт, Кільцева та Джубилі. На Дистрикт та Кільцевій, станція розташована між станціями Сент-Джеймс-парк та Ембанкмент, та на лінії Джубилі — між Грін-парк та Ватерлоо. Розташована у 1-й тарифній зоні, під рогом набережної Вікторії та Брідж-стріт. Пасажирообіг на 2017 рік — 25.60 млн осіб

## Туристичні пам'ятки
У кроковій досяжності є:
- Вестмінстерський палац
- Парламент-сквер
- Вайтхол
- Вестмінстерський міст
- Лондонське око
- Даунінґ-стріт
- Кенотаф
- Королівська Скарбниця
- Форин-офіс
- Верховний суд Великої Британії

## Історія
- 24 грудня 1868 — відкриття станції Вестмінстер-брідж у складі District Railway (DR, сьогоденна Дистрикт), як складової «Внутрішнього кільця».
- 1 лютого 1872 — відкриття Зовнішнього кільця[3]
- 1 серпня 1872 — відкриття Середнього кільця
- 30 червня 1900 — закриття руху «Середнього кільця» між Ерлс-Корт та Меншн-хаус.
- 1907 — перейменування станції на Вестмінстер
- 31 грудня 1908 — закриття руху «Зовнішнього кільця»
- 1949 — Внутрішнє кільце перейменовано на Кільцеву лінію
- 22 грудня 1999 — відкриття платформ глибокого закладення лінії Джубилі[3]

## Пересадки
На автобуси оператора London Buses маршрутів: 3, 11, 12, 24, 53, 87, 88, 148, 159, 211, 453 та нічних маршрутів: N2, N3, N11, N44, N52, N87, N109, N136, N155, N381.

## Послуги
| Попередня станція | Лінія                           | Лінія                           | Лінія | Наступна станція |
| ----------------- | ------------------------------- | ------------------------------- | ----- | ---------------- |
| Сент-Джеймс-парк  |                                 | Лондонське метро Кільцева лінія |       | Ембанкмент       |
| Сент-Джеймс-парк  | Лондонське метро Лінія Дистрикт |                                 |       | Ембанкмент       |
| Грін-парк         |                                 | Лондонське метро Лінія Джубилі  |       | Ватерлоо         |